# 五大湖

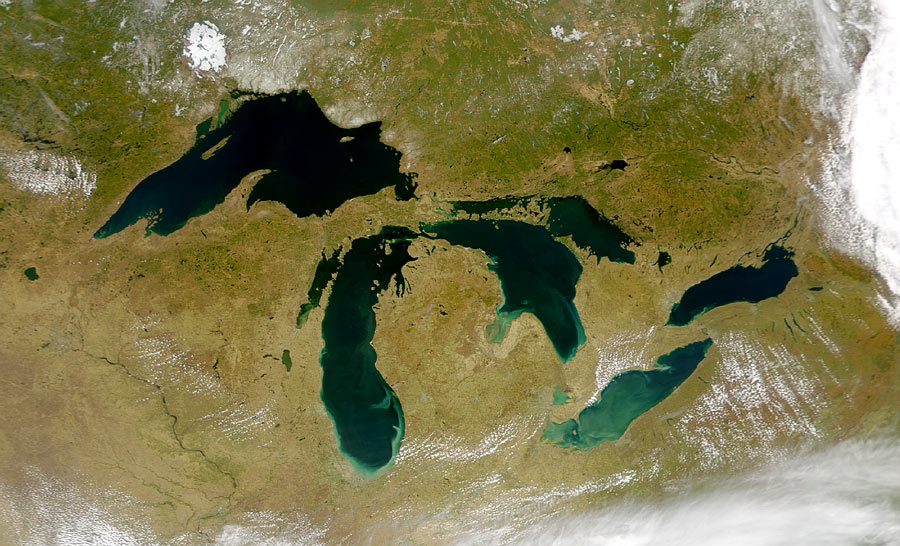
人工衛星から撮影した五大湖

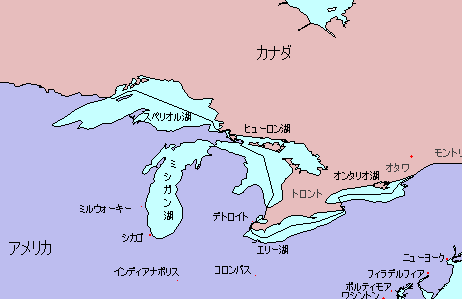
五大湖略図

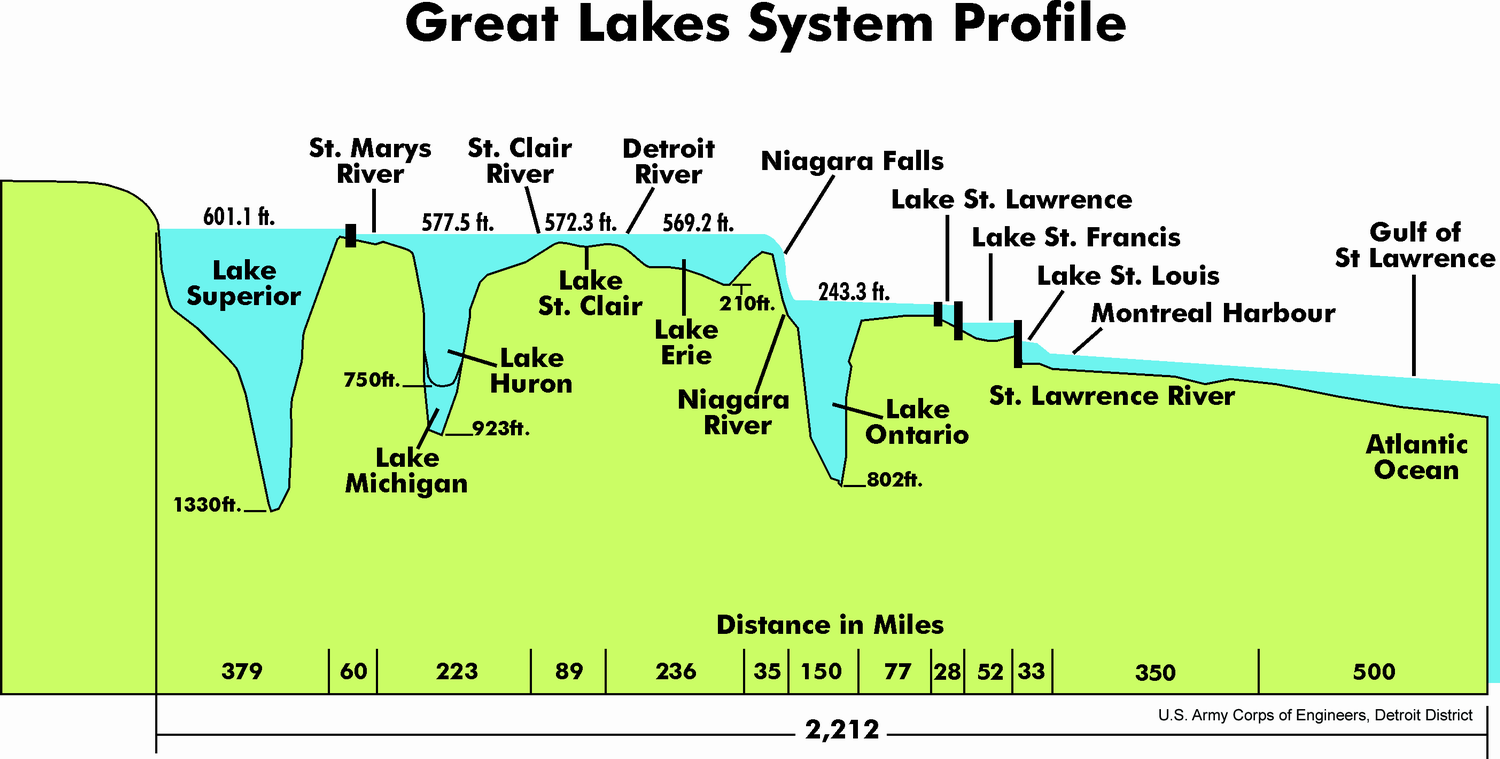
各湖の水深分布

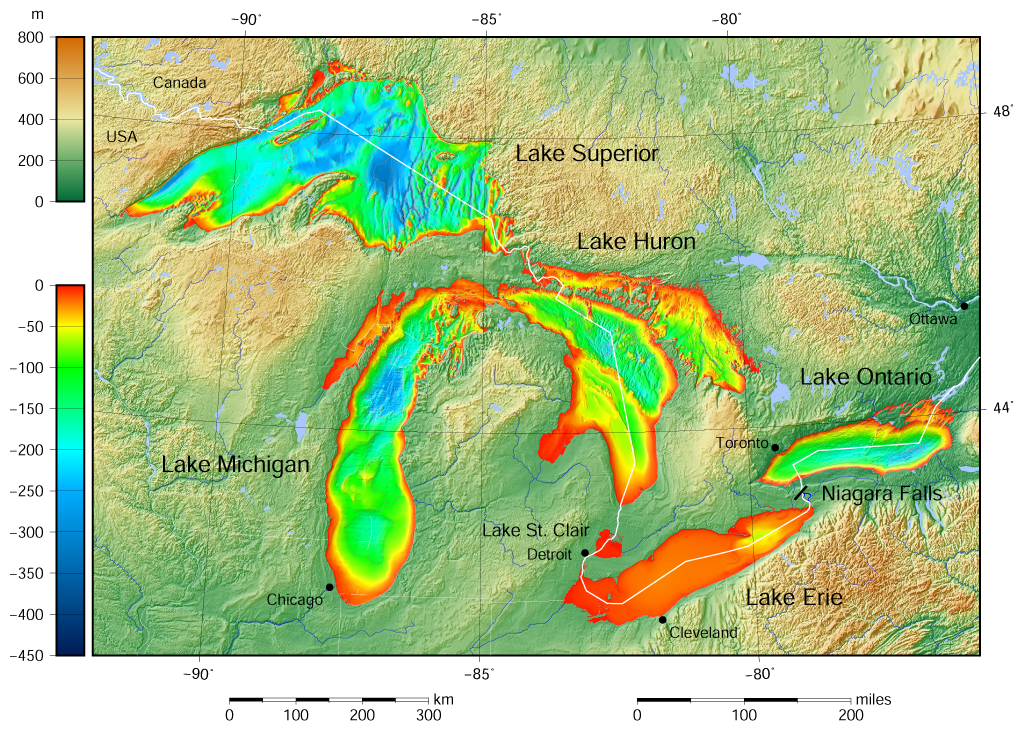
各湖の水深図

五大湖（ごだいこ、グレート・レイクス、英: Great Lakes）は、アメリカ合衆国及びカナダの国境付近に連なる5つの湖の総称。そのうち4つの湖上を両国の国境線が通る。水系は接続しており、上流から順にスペリオル湖、ミシガン湖、ヒューロン湖、エリー湖、オンタリオ湖の5つの湖からなる。塩湖以外では世界最大級の面積である。また、五大湖・セントローレンス川水系は世界最大級の淡水水系である。「内陸の海」、「アメリカの北海岸」、「北米の地中海」などと称されることがある。

## 構成する5つの湖
- スペリオル湖：五大湖のうち面積が最大でチェコの国土よりも広く、北海道本島の面積より大きい。また、淡水湖としては世界最大。水深も最も深く、水量が最も多い。スペリオルはラテン語で「高次の」の意。しかし周辺人口は希薄である。
- ミシガン湖：五大湖のうち唯一アメリカ合衆国領内にのみ位置する。スペリオル湖に次いで水量が多い。湖岸にはいくつかの工業都市が発達し、周辺人口は多い。
- ヒューロン湖：スペリオル湖に次いで広い。しばしば前述のミシガン湖と一体とされることがあり、その場合は面積ではスペリオル湖をしのぐが、水量では及ばない。周辺人口が五大湖中最も希薄である。
- エリー湖：最も浅く、最も水量が少ない。ミシガン湖と同様、湖岸の工業都市が発達している。
- オンタリオ湖：最も面積が狭いが、平均水深ではスペリオル湖に次いで深い。湖面の標高が最も低く、五大湖のうち唯一海抜100mに満たない。

このほか、ヒューロン湖とエリー湖の間に位置し五大湖水系と一体化しているセントクレア湖や、ニピゴン湖・ニピシング湖・シムコー湖・ウィネベーゴ湖といった小さな湖が五大湖周辺には点在しており、水系の一部をなしている。
Huron, Ontario, Michigan, Erie, Superiorの頭文字を並べるとHOMESとなり記憶術として用いられる。他には西から東へ並べた例としてSister Mary Hates Ecumenical OverturesやShe Made Harry Eat Onionsというのがある。
日本でも西から順に頭文字をとり「すみひえお」と覚える人もいる。

### 一覧
- デフォルトでは上流から順に配列、さらに比較対象の参考として琵琶湖を併置した。位置の列のソートボタンで元の順序に戻る。
- セントクレア湖はこの縮尺では小さすぎて（琵琶湖より大きいが）位置の欄の図が分かりにくいが、ヒューロン湖とエリー湖の間に位置する（拡大図）。
- 透明度は最小値ではなく最大値をソート対象にしている。

| 位置 | 五大湖+1（+1） | 英綴             | 面積     | 周囲長 | 水面標高 | 貯水量   | 最大水深 | 透明度  | 成因   |
| ---- | -------------- | ---------------- | -------- | ------ | -------- | -------- | -------- | ------- | ------ |
| 1    | スペリオル湖   | Lake Superior    | 82200km2 | 4393km | 183m     | 12232km3 | 406m     | 0〜15m  | 氷河湖 |
| 2    | ミシガン湖     | Lake Michigan    | 58016km2 | 2656km | 177m     | 4871km3  | 281m     | 2〜12m  | 氷河湖 |
| 3    | ヒューロン湖   | Lake Huron       | 59570km2 | 5088km | 177m     | 3535km3  | 228m     | 12〜14m | 氷河湖 |
| 4    | セントクレア湖 | Lake Saint Clair | 1114km2  | 272km  | 175m     | 3.4km3   | 8.2m     |         |        |
| 5    | エリー湖       | Lake Erie        | 25821km2 | 1369km | 174m     | 458km3   | 64m      | 2〜4m   | 氷河湖 |
| 6    | オンタリオ湖   | Lake Ontario     | 19009km2 | 1161km | 75m      | 1368km3  | 244m     | 2〜6m   | 氷河湖 |
| －   | 琵琶湖（参考） | －               | 670km2   | 241km  | 84m      | 27.5km3  | 103m     | 6m      | 構造湖 |

### 水系と水路
五大湖の湖水は最終的には北東側のセントローレンス湾に注ぎ、セントローレンス川水系に属する。
この水系には、いわゆる五大湖のほかにもいくつかの湖がある。最上流のスペリオル湖からセントマリー川を経てヒューロン湖へ注ぐ。ヒューロン湖とミシガン湖は、幅約8kmのマキノー海峡によりつながっており、2つの湖水面は同じ標高（177m）である。ヒューロン湖には、淡水湖にある島としては世界最大のマニトゥーリン島などが湖の中央に連なり、北部はジョージア湾と呼ばれている。ヒューロン湖からセントクレア川がセントクレア湖、デトロイト川を経て、エリー湖につながる。エリー湖からは高低差の大きなナイアガラ川がナイアガラの滝を挟んでオンタリオ湖へ流れる。オンタリオ湖から流れるセントローレンス川は、途中いくつかのダム、閘門とダム湖を経由し、セントローレンス湾へ注いでいる。
これらの水系をつなぎ大西洋までつながる航路として五大湖水路が形成されている。もっとも、標高差のある場所では、ナイアガラ滝はウェランド運河が、セントマリー川は途中でスーセントメリー運河が迂回している。しかし、厳冬期には厳しい冷え込みにより凍結することがしばしばある。

## 成因

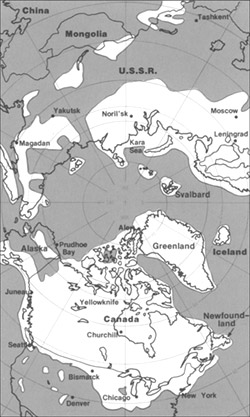
更新世期の氷床最大域

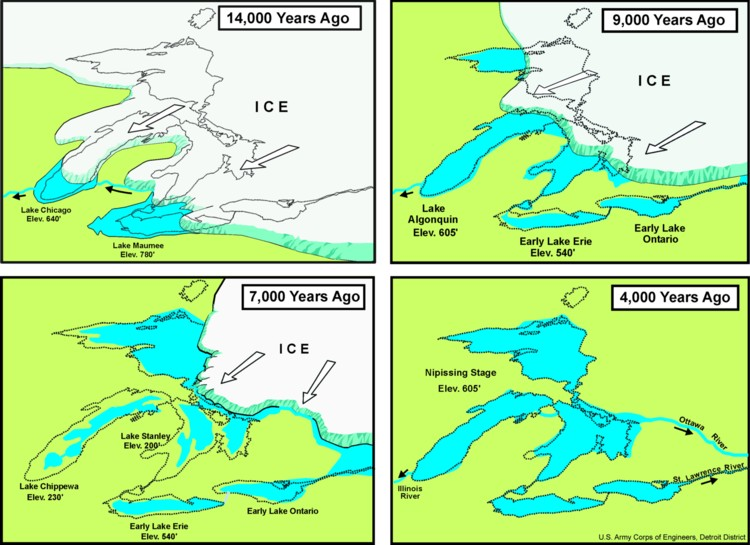
五大湖の成因の歴史

およそ19億年前に形成されたと考えられる北米クラトンが、11-12億年前に中央部で分離を始めて地溝帯を形成した（中央大陸リフト)。このときの地溝帯の一部が現在のスペリオル湖北部に相当する。同じ頃に現在のヒューロン湖の北東側に隕石が衝突し、巨大な隕石孔と同心円構造を形成した（サドベリー盆地）が、その後の周辺の地殻変動のためにその痕跡構造は楕円形に歪んでいる。続いて5億7000万年前頃に、現在のアパラチア山脈の北側に沿う形で北東から南西に延びる地溝帯（セントローレンスリフト）が形成されはじめた。時期的にはロディニア大陸が分裂した時期と一致し、イアペタス海の拡大に伴っての活動と考えられる。この活動によって現在のオンタリオ湖から、エリー湖、セントローレンス川、セントローレンス湾へと続く地溝帯が形成された。
7万年前に始まった最終氷期では、現在のハドソン湾を中心とした当時の世界最大級のローレンタイド氷床が卓越し、現在の五大湖付近までを厚い氷河が覆い、同時に基岩を侵食していた。1万年前に氷期は終了し、侵食跡にはいくつかの大きな氷河跡湖（アルゴンキン湖 - 現在のヒューロン湖の一部、イロコイ湖 - 現在のオンタリオ湖など）が残り、氷床に遮られた流れは現在のモホーク川、ハドソン川を経由して現在のニューヨーク湾に注いでいたと考えられている。さらに氷床が後退してローレンス湾が開いたことにより、現在の五大湖と水系の流路がほぼ定まった。
氷床の後退により地殻の上昇が起きたが、各湖ごとに上昇率が異なり現在のような高低差が生じたと考えられている。

## 接する州
アメリカ合衆国
- ミネソタ州
- ウィスコンシン州
- イリノイ州
- インディアナ州
- ミシガン州
- オハイオ州
- ペンシルベニア州
- ニューヨーク州

カナダ
- オンタリオ州 - カナダで唯一五大湖に接している。

## 湖岸の主要都市

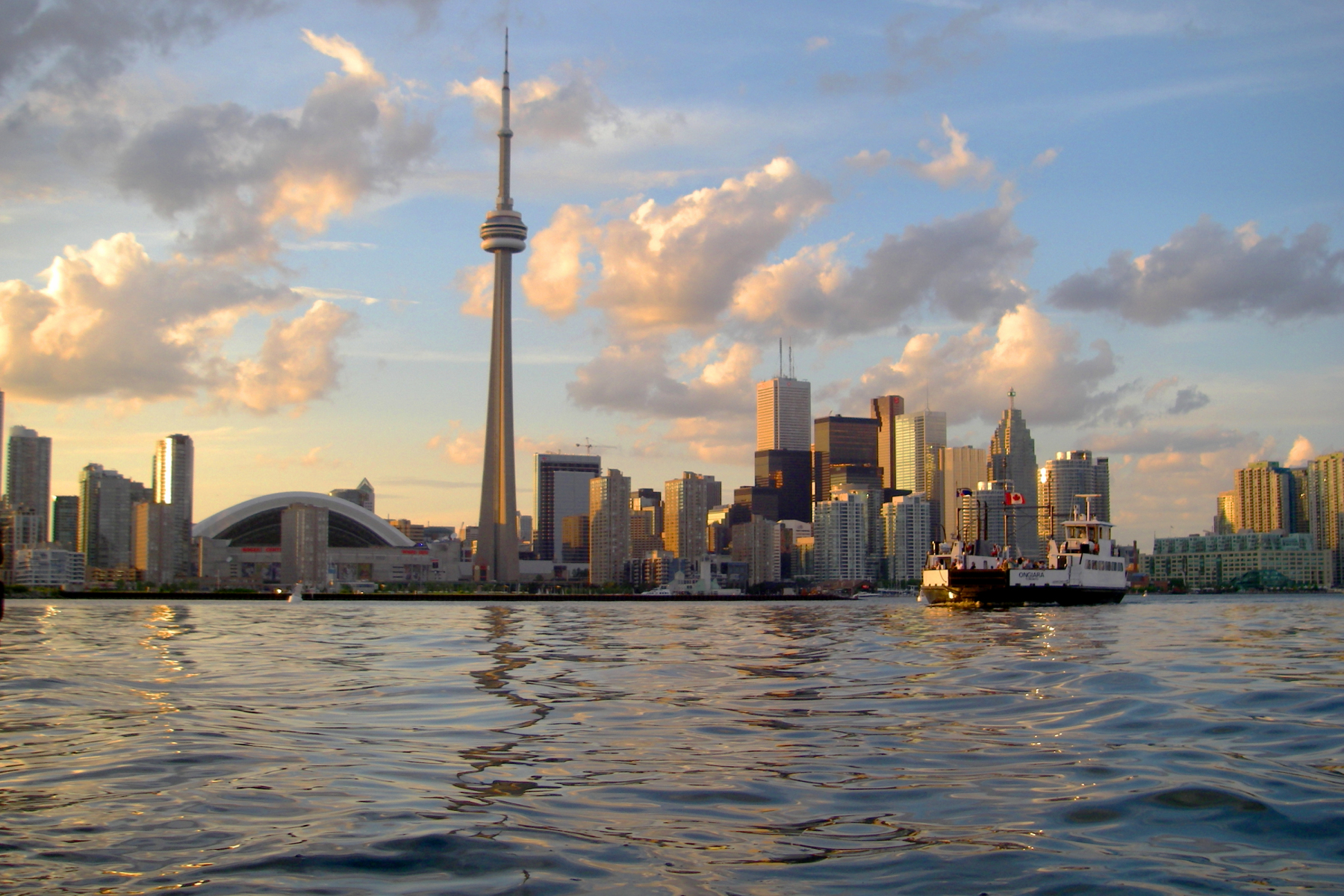
トロントはオンタリオ湖沿岸に位置し、五大湖メガロポリスの東部にあたる

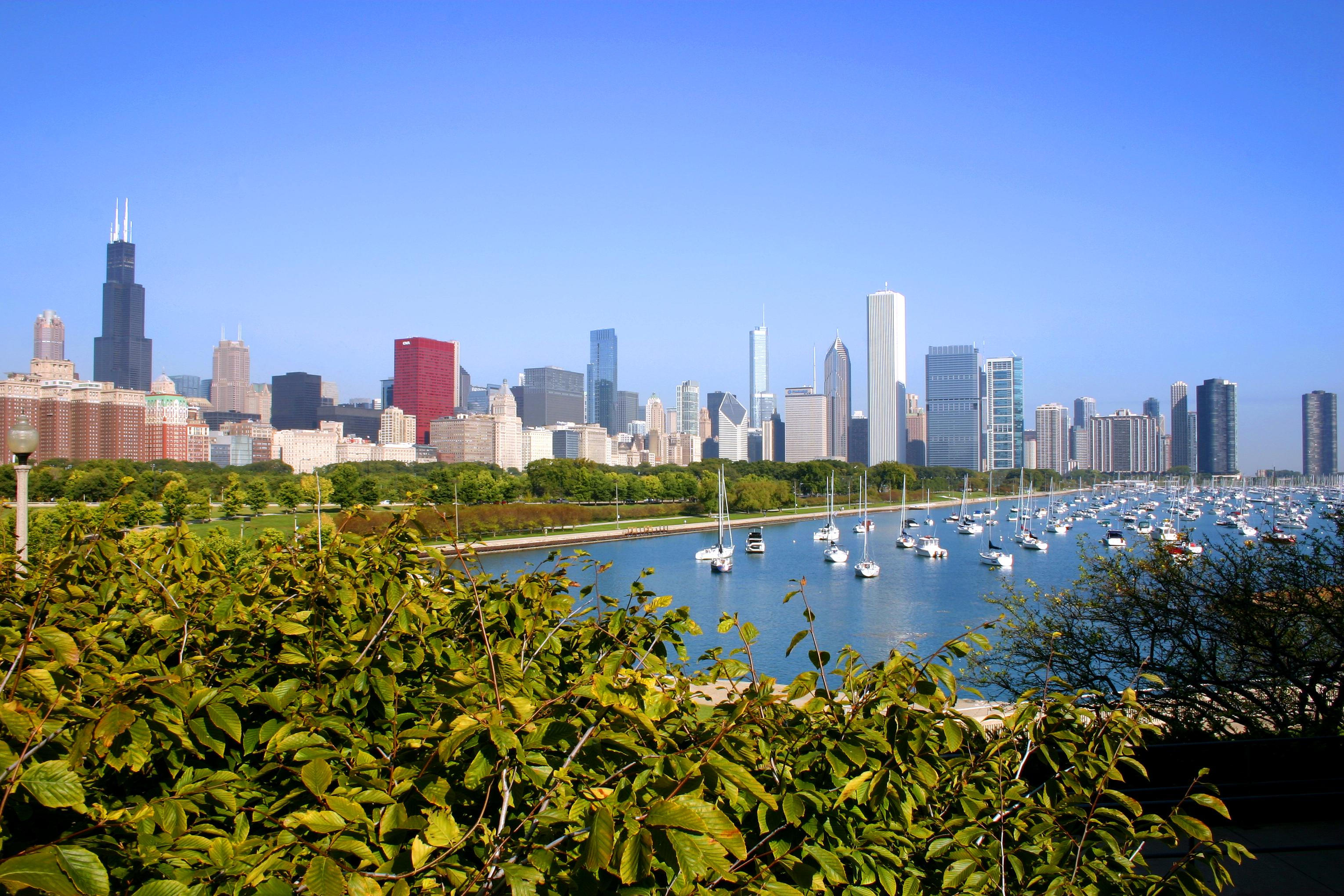
シカゴはミシガン湖南端にあり、五大湖メガロポリスの西部に位置する。また、ミシシッピ川水系にいたる水路の起点でもある

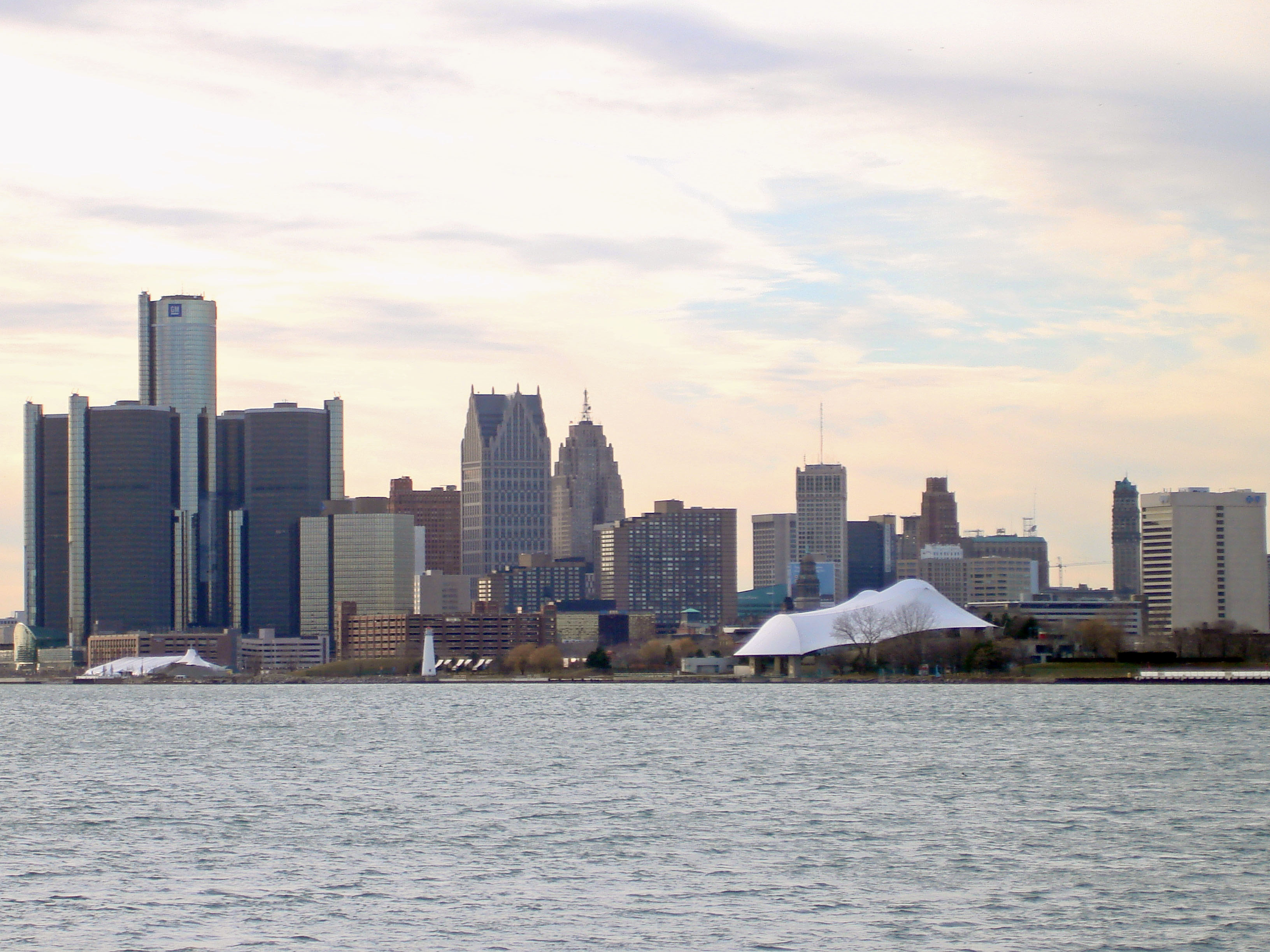
デトロイトはデトロイト川沿いに位置し、五大湖メガロポリスの中央部に位置する

五大湖周辺は北アメリカ有数の工業地帯であり、アメリカ北東部の大西洋岸にまで連なる大工業地帯の一部となっていて、湖岸には五大湖・セントローレンス水路の港湾都市が多数発達している。また、全般的に夏に冷涼であることから、避暑地・保養都市も点在する。五大湖沿岸はアメリカ合衆国最大の都市的地域のひとつとなっており、オンタリオ湖南岸のロチェスターから、エリー湖南岸のバッファロー、エリー、クリーブランド、トレド、そしてデトロイトと、人口10万人以上の規模の都市が連続して存在する。ミシガン湖の南西岸には五大湖岸最大の都市であるシカゴが存在し、ゲーリーなどのシカゴ都市圏に含まれる都市や、シカゴ都市圏と半ば連続した都市圏を形成するミルウォーキーといった大都市が集中している。五大湖岸の重要性はカナダにおいてはさらに高く、エリー湖北岸からオンタリオ湖北岸を通りセントローレンス川の河口までの線は、カナダの人口の実に半分以上が集中する一大産業地帯となっている。カナダの五大湖岸最大の都市はトロントであるが、トロントは同時にカナダ最大の都市でもある。オンタリオ湖北東端にあるキングストンからオシャワ、トロント、ハミルトン、エリー湖西端にありデトロイトと隣接するウィンザーなどの都市がこの地域に点在している。また、この二つの大都市列は湖を挟んで隣接しており、アメリカ・カナダ両国間に移動の障害が存在しないことから、事実上大都市圏として一体化しており、五大湖メガロポリスと呼ばれる人口集中地帯を形成している。
一方、人口の集中するエリー湖、オンタリオ湖、ミシガン湖南部と異なり、ヒューロン湖、スペリオル湖、ミシガン湖北部には目立った都市は数えるほどしかなく、人口密度も非常に低い。
五大湖岸に存在する100万都市はシカゴとトロントの2つであり、このほかデトロイト、ミルウォーキー、クリーブランド、バッファローはかなりの大きさの都市圏を持つ。
以下に列挙するのは五大湖岸にある著名な都市である。
スペリオル湖
- ダルース（ミネソタ州） - 五大湖の西端に位置し、五大湖・セントローレンス水路における水上交通の起点となる港湾都市で、メサビ鉄山からの鉄鉱石の積出港。隣接するウィスコンシン州スペリオル市とともにスペリオル湖岸最大の都市圏（人口約27万人）を形成する。
- サンダーベイ（オンタリオ州） - 市域人口ではダルースをしのぎ、スペリオル湖岸で最大である。
- スー・セント・マリー（オンタリオ州およびミシガン州にある双子都市） - スー・セント・マリー運河の閘門で知られる。
- マーケット（ミシガン州） - ミシガン州北西部、アッパー半島の最大都市。もとは鉄鉱石の鉱業都市・港湾都市であったが、近年では避暑やスキーなどリゾート地としても賑わう。

ミシガン湖
- シカゴ（イリノイ州） - ミシガン湖南端に位置する。五大湖水運の南端にあたり、ミシシッピ川水系運輸との結節点である。アメリカ第3の都市で五大湖周辺では最大の都市。
- ミルウォーキー（ウィスコンシン州） - 醸造業で知られる。ミシガン湖畔ではシカゴに次ぐ大都市である。
- グリーンベイ（ウィスコンシン州）
- ゲーリー（インディアナ州）
- トラバースシティ（ミシガン州） - ミシガン州北部の保養都市。

ヒューロン湖
ヒューロン湖岸は人口の密度が低く、目立った保養・観光都市もない。人口数千人〜3万人ほどの小都市・町村がほとんどである。
- サーニア（オンタリオ州） - ヒューロン湖南端に位置する。ヒューロン湖周辺では最大の都市であるがそれでもその人口は7万人ほどに過ぎない。

エリー湖
- デトロイト（ミシガン州） - 世界の自動車産業の中心を長く担ってきた工業都市である。
- ウィンザー（オンタリオ州） - デトロイトの対岸に位置する国境の町。
- トリード（オハイオ州）
- サンダスキー（オハイオ州） - シダーポイントをはじめ、数多くのテーマパークを抱えるエリー湖岸きってのリゾート地。
- クリーブランド（オハイオ州）
- エリー（ペンシルベニア州）
- バッファロー（ニューヨーク州）

オンタリオ湖
- キングストン（オンタリオ州）
- トロント（オンタリオ州） - カナダ最大の都市。
- ミシサガ（オンタリオ州） - トロント近郊に位置する都市で、カナダで6番目に多い人口を擁する。
- ハミルトン（オンタリオ州）
- セントキャサリンズ（オンタリオ州）
- ナイアガラフォールズ（オンタリオ州およびニューヨーク州にある双子都市） - エリー湖とオンタリオ湖を結ぶナイアガラ川の両岸に位置し、北米有数の観光地であるナイアガラの滝を擁する。
- ロチェスター（ニューヨーク州） - 光学・イメージ産業の中心地。ロチェスター大学やロチェスター工科大学を抱える文教都市でもある。

## 周辺の気候

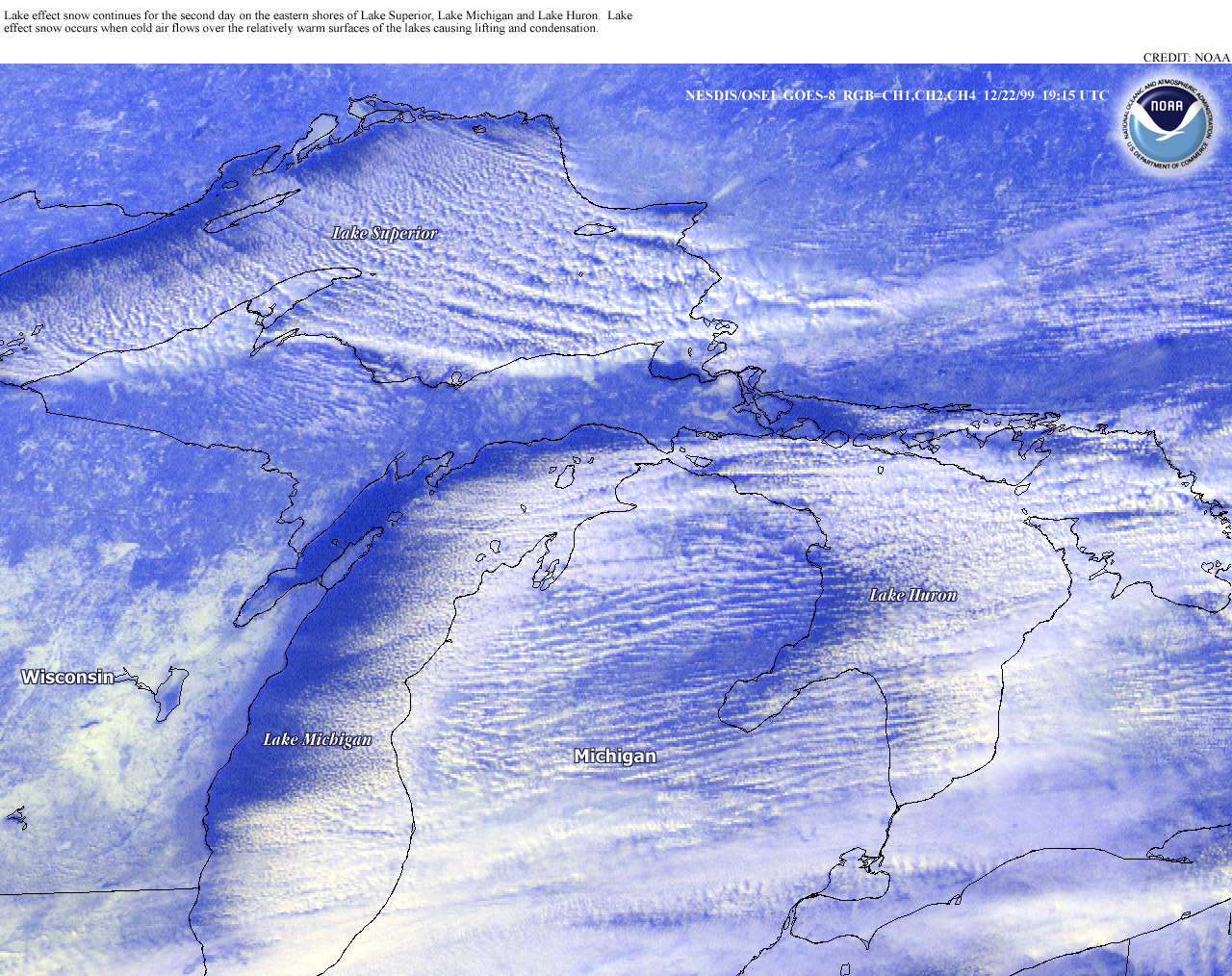
湖水効果による雪の衛星画像。湖から筋状雲が発生し、西風に運ばれて五大湖東岸に大雪を降らせている

スノーベルト

北緯42-50度と全般的に緯度が高く、かつ内陸であるため、冬は非常に寒い。夏も、湖の水が冷却水の役割を果たしている影響もあって、気温の高くなる地域でも体感的には涼しく感じ、わりあい凌ぎ易い。ケッペンの気候区分では五大湖・セントローレンス水系の全域がDf（冷帯湿潤気候）に属する。スペリオル湖北岸やセントローレンス川の河口付近では平均気温摂氏10度以上の月が3ヶ月しかなく、かなり冷涼である。あまりに寒いため、五大湖はその大きさにもかかわらず、ほとんどの部分が冬季には結氷する。そのため五大湖を経由する河川運輸は冬には停止される。湖岸域の氷の厚い部分の氷上での天然のアイススケートは冬の風物詩である。
また、シカゴの別名をWindy Cityということからもわかるように、五大湖周辺は（特に冬場の）風が強いことでも有名である。また、冬季には北からの寒気団が温かい湖面を通過する際に大気の湿度が増し、とりわけ風下にあたる東岸のミシガン州・オンタリオ州・ニューヨーク州ではブリザードが吹き荒れ、大量の降雪が見られる。これはシベリア気団が日本海を通過する際に湿度を増し、日本の北陸地方に大雪を降らせるのに似ている。ただ、日本海でみられるような日本海寒帯気団収束帯(JPCZ)のような現象は、五大湖の風上側に白頭山のような高い山地がないため、五大湖では発生しない点が異なる。そのため、日本近海で五大湖に似た気象条件を表すのは、五大湖と同緯度で同じ気候帯（湿潤大陸性気候）に属し、かつJPCZの影響がない北海道の日本海側である。この現象は五大湖で起こるものが最もよく知られていることから、湖水効果による雪と呼ばれる。また、この五大湖南岸にひろがる豪雪地帯はスノーベルトと呼ばれる。

## 周辺の経済
五大湖とそれを互いに接続し、あるいは大西洋へとつなぐ五大湖水路・セントローレンス海路はミシシッピ川と並び、北アメリカの重要な水路のひとつである。他にもいくつかの運河が五大湖から各地域へと通じている。中でも代表的なのは、1825年に建設されたエリー運河と1848年に完成したイリノイ・ミシガン運河である。前者はエリー湖とハドソン川を結び、この運河を経由することで、五大湖周辺とニューヨークが船で行き来できることになる。後者はシカゴからミシシッピ川へと通じ、セントルイス・メンフィス・ニューオーリンズなどミシシッピ川岸の主要都市へと船を進めることができる。このほか、カナダにおいては隣接するアメリカを警戒して、アメリカ領内に接せずに五大湖水路を構築する試みが19世紀に行われ、オンタリオ湖北東岸のキングストンからカナダの首都オタワにまで通じ、オタワ川からセントローレンス川を通って大西洋に到達できるリドー運河（1832年完成）や、ヒューロン湖のジョージア湾にあるポート・セバーンから直接オンタリオ湖北岸のトレントンにまで通じるトレント・セバーン水路などが建設されたが、20世紀後半からは重要性が低下し、現在ではもっぱら観光用に使用されている。しかし、現代において最も使用される五大湖から海への水路はセントローレンス海路であり、この水路を通れる最大限のサイズである全長740フィート（226m）、幅78フィート（24m）、喫水26フィート（7.92m）の船舶はシーウェイマックスと呼ばれ、五大湖を航行する船の標準となっている。一方で、主に五大湖内のみを航行する船においてはシーウェイマックスに大きさをそろえる必要は必ずしもないため、これより大きな船も建造されることがある。また、セントローレンス海路は深さや閘門のサイズの関係で世界中の洋上用船舶のわずか10パーセントのみしか海路全体を航行できないとされ、五大湖と海をつなぐ水路のネックとなっている。五大湖水路で最もよく輸送される品目は、周辺で生産される穀物と鉄鉱石である。穀物はセントローレンス海路を使用して海外へと輸出されることが多く、逆に鉄鉱石は五大湖北端の鉱山地域で積みこまれて、五大湖南部の製鉄所地域で使用されることが多く、五大湖内で輸送が完結する傾向があることが特徴である。
五大湖は周辺の州の水道水源ともなっている。周辺の州政府は共同でこの貴重な水資源を管理している。また、周辺の地域は鉄鉱石・石炭・石灰石といった天然資源も豊富である。
このように、早くから水路交通を開拓し、また豊富な水資源や天然資源を有することで、五大湖周辺、特にアメリカ合衆国側には工業都市が発達し、北アメリカ有数の工業地帯へと成長した。メサビ鉄山などスペリオル湖周辺には鉄山が点在し、ダルースで積みこまれた鉄鉱石は下流のゲーリーやクリーブランドへと運ばれ、南のアパラチア山脈方面から採掘される石炭と合わせることで、鉄鋼産業の成長を促した。デトロイトには自動車産業が発達した。1950年代に至るまで、「コーンベルト」・「フロストベルト」と呼ばれる周辺一帯は隆盛を極めた。しかし、現在では「サンベルト」と呼ばれる南部の新興工業地帯に人口・産業が流出し、この地域一帯はラストベルトと呼ばれるようにもなった。デトロイトやゲーリー、バッファローなど犯罪・貧困・環境汚染といった都市問題を抱える工業都市も少なくない。
重工業と並んで五大湖周辺の経済を支えているのは観光業である。冷涼であるため、湖内に点在する無数の島々にあるコテージやキャンプ場をはじめとする避暑地が点在し、クルージングやヨット、キャンプなどのバカンスを楽しむ観光客が多い。また、カワカマス目（ノーザンパイクやマスキー）やサケ類が豊富であり釣りのメッカでもある。趣味的・娯楽的な釣りと合わせて漁業も発達し、鮭・マスや白身魚などの漁業収入は地域一帯で年間40億米ドルに達する。

## 歴史
この地域に最も早く訪れたヨーロッパ人はフランス人である。1608年、セントローレンス川河口のケベックシティにサミュエル・ド・シャンプランによって定住植民地が建設されると、シャンプランはここを拠点としてセントローレンス川をさかのぼり、オンタリオ湖とヒューロン湖東岸を自ら探検するとともに、ミシガン湖以外の五大湖のあらましを現地のインディアンから聞き取って明らかにした。このほかにも、スペリオル湖を「発見」したエチエンヌ・ブルレなど数人の探検家や毛皮商人、宣教師によって、1634年には最後のミシガン湖の存在も明らかになり、1670年代までには五大湖沿岸はヨーロッパ人にすべて知られるようになっていた。この沿岸を拠点としてフランス人はなおも奥地の探検を進め、1673年にはルイ・ジョリエが五大湖からミシシッピ川に到達し、1681年にはロベール＝カブリエ・ド・ラ・サールがミシシッピを通ってメキシコ湾にまで到達した。これにより北アメリカ大陸中央部を南北に貫く幹線水路が開通し、五大湖水系とミシシッピ川水系を拠点としてフランスは広大なヌーベルフランス植民地を建設した。しかし、ヌーベルフランスは面的には広い地域だったものの人口は非常に少なく、五大湖周辺にもいくつかの交易の拠点が置かれているのみであり、都市といえるほどの都市は存在していなかった。ただし、フランスが建設した砦のいくつかは現在でも地名として残っており、デトロイトなどのフランス語由来の地名や、シカゴの読み方（英語読みならチカゴになる）などにその名残を残している。
フランスは五大湖水系およびミシシッピ川水系全域の領有権を主張しており、北アメリカ大陸内陸部に広大な植民地を築くことで、北アメリカ大陸東岸のイギリス植民地の発展方向をふさぐ形となっていた。このため両国間には小競り合いが絶えず、北米植民地戦争と呼ばれる戦争を断続的に100年以上続けたが、結局最後の戦争であるフレンチ・インディアン戦争においてフランスは大敗し、1763年のパリ条約でフランスは五大湖地域全域をイギリスへと割譲することとなった。その後、1775年に始まったアメリカ独立戦争においてイギリスは敗北し、1783年9月3日のパリ条約によって五大湖の南岸地区は新しく独立したアメリカ合衆国へと割譲された。一方、五大湖北岸のカナダはイギリス領にとどまり、以後ミシガン湖を除く4つの湖はアメリカとカナダの国境線をなすこととなった。
アメリカ合衆国独立時において、13植民地の領域は五大湖に到達していなかった。これは五大湖地域がイギリスに割譲された際、1763年宣言によってアパラチア山脈以西の植民が禁止されていたからである。しかしすでに独立戦争時から、いくつかの植民地は五大湖地域への領土要求を本格化させ、植民地間で領土要求が重複する地域も存在した。この状況を調整するため連邦政府による調停が行われ、結果オンタリオ湖南岸とエリー湖東端はニューヨーク州に、エリー湖南東部はペンシルベニア州に属することとなり、残りの五大湖沿岸地域は1787年7月13日に連合会議で可決された北西部条例によって、北西部領土として連邦政府の管轄下に入ることとなった。ただし、エリー湖南岸に関してはコネチカット州がコネチカット西部保留地として領有権を保持し、1800年にこれを放棄するまでコネチカット州の統治が続いた。この北西部領土の地域には開拓者が東部から押し寄せるようになり、五大湖沿岸地域は1803年のオハイオ州を皮切りに次々と州へ昇格していった。インディアナ州が1816年、イリノイ州が1818年、ミシガン州が1837年、ウィスコンシン州が1848年、そして最後のミネソタ州が1858年に州に昇格し、五大湖沿岸のアメリカ領部分はこれですべて州に組織されることとなった。一方北岸のカナダにおいては、1791年に植民地が改組され、五大湖沿岸地域はアッパー・カナダ植民地となった。植民地の首都は当初ニューアーク（現在のナイアガラ・オン・ザ・レイク）におかれていたが、1796年にヨーク（現在のトロント）へと移された。その後、1841年にいったんローワー・カナダと統合されてカナダ植民地となったのち、1867年に再度この地域は分離されてオンタリオ州が成立した。
1817年には五大湖初の蒸気船であるオンタリオ号がオンタリオ湖において就航したが、五大湖地域の開発を大きく進めることとなったのは、1825年のエリー運河の開通である。これにより、エリー湖からハドソン川を通ってニューヨーク港にいたる航路が開通し、輸送に著しい改善がなされた。エリー湖からデトロイト川、セントクレア湖、セントクレア川、そしてヒューロン湖からミシガン湖にかけては高低差が少なく船舶がそのまま通航できたため、この時点でシカゴまで至る長大な水路が利用可能となった。同年セントローレンス川の急流であるラシーヌ瀬にラシーヌ運河が建設され、さらに1829年にはウェランド運河が開通し、ナイアガラの滝を避けてエリー湖とオンタリオ湖の間の通航ができるようになった。ただしウェランド運河は問題が多く、何度かルートが変更された。2015年現在使用されているウェランド運河は、1932年に建設された4代目のものである。1848年には五大湖の南端にあたるシカゴからミシシッピ川の支流であるイリノイ川を通ってセントルイスにいたるイリノイ・ミシガン運河が完成し、五大湖水系とミシシッピ川水系が結びついたことによって北アメリカ大陸を東から南へ抜ける大水路が完成し、沿岸地域の発展はこれによってさらに弾みがついた。両水系の結節点となったシカゴは農産物の集散地や交通の要所として発展し、急速に大都市へと成長していった。1855年にはスーセントメリー運河が完成し、五大湖水路はさらにスペリオル湖にまで延長された。こうした輸送の改善を受け、19世紀後半より特にエリー湖・オンタリオ湖・ミシガン湖畔の工業化が急速に進んだ。
セントローレンス川の水路は船舶は通航できたものの大型船舶が通行できるようなものではなく、外洋船が通行できるように改修することが長年叫ばれていたが、実際に一部の外洋船がここを通って五大湖に通行できるようになったのは、現在使用されているセントローレンス海路が建設された1959年になってからだった。このセントローレンス海路の開通により、エリー運河は重要性を減じた。

## 環境汚染
古くはこの地のネイティブ・アメリカンが五大湖で釣りをし、食料となる魚を得ていた。しかし、漁業が発達するにつれて鮭や各種白身魚などの漁業資源の枯渇に直面するようになった。アメリカ合衆国とカナダとの連携もうまくいかず、1950年代までには、ヒューロン湖・ミシガン湖のマスは約99%減少した。原因は運河の完成によって流入したヤツメウナギであるとされていた。
1960年代に入ると、水質汚染などの環境問題がそこに追い討ちをかけた。原因としては、周辺の都市化による生活雑排水や工業排水の増加、さらには廃油や有害化学物質の流入などが挙げられる。特に有名なのは、エリー湖に注ぐカヤホガ川の汚染である。川から出火するほど廃油汚染が酷く、ヒルの類さえも棲まなかったほどであった。スペリオル湖やセントクレア川などでは、toxic blobsと呼ばれる、コールタールや重金属を含むヘドロも発見された。
The Great Lakes: An Environmental Atlas and Resource Bookによると、「かつては大きな漁場であったが、今はいくつかの牙城が残るのみ」と言われている。